# Antal Apró
Antal Apró (* 8. Februar 1913 vermutlich in Szeged; † 9. Dezember 1994 in Budapest) war ein ungarischer kommunistischer Politiker.

## Leben vor 1945
Aus Antal Aprós Kindheit und Jugend sind nur wenige Fakten bekannt. Er wurde als unehelicher Sohn des Dienstmädchens Piroska Apró im Komitat Csongrád geboren. Wie damals üblich, dass uneheliche Kinder den Namen der Mutter erhielten. Da seine Mutter nicht in der Lage war, ihn zu versorgen, gab sie ihn in ein Findelhaus.
Nach der Schule arbeitete er als Maler zunächst in Makó und später in Budapest. Ab 1930 war er Mitglied der Landesvereinigung ungarischer Arbeiter im Baugewerbe (Magyar Építőipari Munkások Országos Szövetségének, MÉMOSZ). Ein Jahr später schloss er sich der Ungarischen Kommunistischen Partei an. Am Streik der Bauarbeiter 1935 war er als Organisator beteiligt. Im Jahr 1938 wurde er in die Führung der MÉMOSZ gewählt. Er wurde mehrmals verhaftet und interniert. Im September 1944 wurde er Mitglied im Zentralen Komitee der Friedenspartei (Békepárt Központi Bizottság), wo ihm die Beschaffung für den Widerstand nötiger Waffen anvertraut wurde.
Im Jahr 1944 arbeitete er in Aurél Lovassy Stürmers Pfirsichplantage in der Nähe von Érd. Im Gegenzug hatte er die Möglichkeit, mietfrei zu wohnen. Es kam zu einem Konflikt, da Apró die Ernte nicht selbst auf dem Markt verkaufen durfte. Er zeigte Lovassy an, der zu einer Strafe von 4080 Forint verurteilt wurde.

## Laufbahn zur Zeit der Koalitionsregierung
Antal Apró war seit 1945 Mitglied des Ungarischen Parlaments. Seine Rolle in der Zeit der Koalitionsregierung, die bis zur Machtübernahme der stalinistischen Kommunisten unter der Führung Rákosis im Jahr 1949 bestand, bezog sich vor allem auf Gewerkschaftspolitik. So stand Apró vom 22. Januar 1945 an der „Gewerkschaftlichen Abteilung der zentralen Führung“ (Központi Vezetősége Szakszervezeti Osztálya) in der Ungarischen Kommunistischen Partei (Magyar Kommunista Párt, MKP) vor. Ab Februar leitete er auch deren „Abteilung für Massenorganisationen und Massenarbeit“ (Tömegszervezetek és Tömegmunka Osztály). Weiterhin war er an der Spitze des am 13. April gegründeten „Gewerkschaftskomitees“ (Szakszervezeti Bizottság) der MKP-Führung.
Ab Mai 1946 war er außerdem Mitglied des Parteipräsidiums (Politikai Bizottság, PB), zunächst in einer Ersatzfunktion, später in Vollmitgliedschaft. Ab Oktober desselben Jahres beteiligte er sich an der Arbeit des „Organisationskomitees“ (Szervezőbizottság). Im Jahr 1948 wurde er zusätzlich Mitglied des „Gemeinsamen Gewerkschaftskomitees“ (Közös Szervezőbizottság) der Sozialdemokratischen Partei (Szociáldemokrata Párt, SZDP). Die SZDP wurde von den Stalinisten im Zuge der Sowjetisierung unterwandert und ging in der Vereinigung mit der Kommunistischen Partei in der Partei der Ungarischen Werktätigen (MDP).

## Aktivitäten während der Ära Rákosi
Mátyás Rákosi prägte als Generalsekretär der Kommunistischen Partei und Ministerpräsident den sowjetischen Kurs des Landes. Apró führte in seiner Regierung wichtige Ämter aus und gestaltete die Politik dieser Jahre entscheidend mit.
Von 1948 bis 1951 schied Apró aus der obersten Parteiführung aus. Er wurde jedoch zum Generalsekretär des Rats der Gewerkschaften (Szakszervezeti Tanács). Mátyás Rákosi und Ernő Gerő kritisierte er ab August 1949 als syndikalistisch. Bis Ende Januar dieses Jahres sowie zwischen Juli und November 1953 war er Mitglied des Führungsrates (Elnöki Tanács), der als Kollektivregierung das Amt des Präsidenten der Republik ersetzte. Zu Beginn des Jahres 1952 wurde er Minister für Baumaterialien und im Juli 1953 auch erster Stellvertreter des Bauministers. Im November kehrte er in das Präsidium der MDP zurück, wo er auch das Amt des stellvertretenden Vorsitzenden ausführte.
Zu seinen Tätigkeiten gehörte die Durchführung der Resolution des Komitees für die Rehabilitierung unrechtmäßig verurteilter ehemaliger Parteimitglieder und nach dem März 1955 war er auch Mitglied des Komitees zur Rehabilitierung der Opfer von Schauprozessen. Am 16. Juni 1956 wurde er zum Vorsitzenden des Nationalrats der „Patriotischen Volksfront“ (Hazafias Népfront, HNF) gewählt. Diese Funktion führte er bis 1957 aus. Am 6. Oktober 1956 hielt er eine Rede beim Begräbnis der hingerichteten Anhänger von László Rajk.
Bis 1971 blieb er ständiger Repräsentant Ungarns im RGW.

## Aprós Rolle im Ungarnaufstand
In der ersten Nacht des Ungarnaufstands vom 23. auf den 24. Oktober 1956 wurde Antal Apró in die „Militärkommission“ (Katonai Bizottság) der MDP gewählt. Am nächsten Tag bezeichnete er in einer internen Direktive die Teilnehmer des Aufstands als „faschistisches Pack“ (fasiszta csőcseléknek) und erteilte den bewaffneten Kräften den Befehl, auch auf Zivilisten zu schießen. Seit 27. Oktober war er in der neuen Regierung von Imre Nagy Stellvertreter des Vorsitzenden im Ministerrat und führte das Amt des Bauministers aus. Einen Tag später wurde er auch Teil des neuen Vorstands.

## Laufbahn in der Ära Kádár
János Kádár, der bereits Innenminister in der Regierung Rákosi war, spielte eine maßgebliche Rolle bei der Niederschlagung des Ungarnaufstands. Er war in der Folgezeit bis 1958 Ministerpräsident Ungarns und blieb bis 1988 Chef der Ungarischen Sozialistischen Arbeiterpartei, MSZMP, der Nachfolgepartei der MDP. Auch Antal Apró kehrte in die Führungsriege zurück.
Am 2. November 1956, zwei Tage vor dem Ende des Aufstands, flüchtete er zum sowjetischen Kommando der Stadt Tököl im Komitat Pest. Danach wurde er nach Szolnok gebracht. Ab dem 4. November war er in der Regierung Kádár Verantwortlicher für den Bereich Industrie. Drei Tage später wurde er Mitglied der „Vorläufigen Verwaltungskommission“ (Ideiglenes Intézőbizottság, IIB) der MSZMP. Ab Dezember leitete er die Wirtschaftskommission und im Jahr 1957 wurde er Stellvertreter des Vorsitzenden im Ministerrat.
Apró beaufsichtigte persönlich den Schauprozess gegen Imre Nagy und dessen Mitstreiter. Am 17. Juni 1958 verkündete er den Ausschluss von Nagy und drei seiner Anhänger aus dem Parlament mit den Worten: nép jogos elégtételének… az ellenforradalom méltó megbosszulásának (freie Übersetzung: für die berechtigte Genugtuung des Volkes … als würdige Rache für die Konterrevolution).
In seiner Funktion war er auch am Beschluss des Zentralkomitees der MSZMP beteiligt, auf dessen Grundlage ein Großteil der Bewohner der Villa der großbürgerlichen Ärztefamilie Lovassy-Stürmer in der Budapester Szemlőhegy Straße das Haus räumen musste.
Von Ende Januar 1958 bis September war Apró Stellvertreter des Vorsitzenden im Ministerrat. Im Jahr 1961 erhielt er außerdem einen Posten im „Komitee für internationale Beziehungen“ (Nemzetközi Kapcsolatok Bizottság).

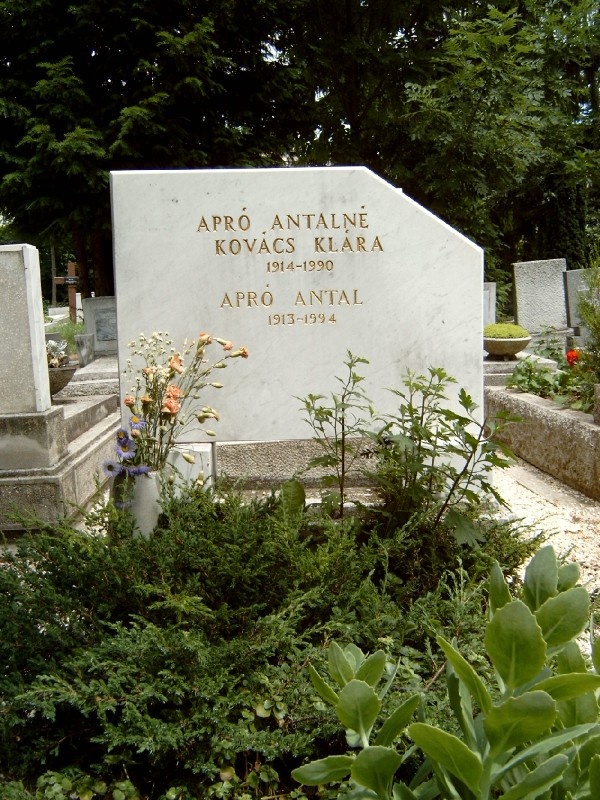
Grab Aprós und seiner Frau in Budapest im Farkasréti Friedhof (12/2-1-40)

Antal Apró unterschrieb im Namen Ungarns den Vertrag „Barátság I“ (Freundschaft I) zum Bau einer Erdöl-Pipeline sowie Dokumente für ein Atomkraft-Programm. Als die Wahl des Vorsitzenden des Parlaments am 12. Mai 1971 auf Apró fiel, wurde er seiner bisherigen Ämter enthoben. Diese Position behielt er bis zum Dezember 1984.
Im Jahr 1980 schied er aus dem Präsidium aus. Zum Parteitag im Mai 1988 verließ er das Zentralkomitee und am 8. Mai 1989 trat er schließlich auch von seinem Abgeordnetenmandat zurück und zog sich aus der Politik zurück.

## Familiäre Beziehungen
Aprós 1947 geborene Tochter Piroska ist Wirtschaftswissenschaftlerin, ebenso wie seine Enkelin Klára Dobrev (* 1972 in Sofia). Klára Dobrev ist mit dem von 2004 bis 2009 amtierenden Ministerpräsidenten Ferenc Gyurcsány verheiratet.

## Sonstiges
Als amtierender Parlamentspräsident und somit ‚Hausherr‘ des ungarischen Parlaments nahm Apró in deren Kuppelsaal am 6. Januar 1978 offiziell die Stephanskrone aus der Hand von US-Außenminister Cyrus Vance entgegen, nachdem sie mit allen anderen Krönungsinsignien in der Endphase des Zweiten Weltkriegs zunächst nach Österreich und Westdeutschland, dann 1953 in die USA geschafft und dort in Fort Knox aufbewahrt worden war.

## Trivia
Da sein Familienname Apró auf Ungarisch ‚klitzeklein‘ bzw. ‚winzig‘ bedeutet, verbreitete sich nach 1956 im Volksmund eine Aufzählungsanreihung gemeinsam mit weiteren hochrangigen kommunistischen Politikern (Kádár, Apró, Kiss und Dögei), wobei speziell diese Reihenfolge „Kádár-Apró-Kis(s)-Dögei“ gleichzeitig auch „Kádárs winzig kleine Miststücke“ lautete (denn kis bedeutet „klein“, und dögei bedeutet im Genitiv-Plural „seine Aasstücke“ bzw. „seine Miststücke“); mit diesem Wortspiel sollte auf die Rolle dieser Funktionäre aus der Entourage Kádárs – so auch die Rolle Aprós – als Hauptverantwortliche für die Vergeltungspolitik der „Revolutionären Arbeiter-Bauern Regierung“ (Forradalmi Munkás-Paraszt Kormány) nach der Niederschlagung des Aufstands hingewiesen werden.